# Chrysops ecuadorensis
Chrysops ecuadorensis är en tvåvingeart som beskrevs av Lutz 1909. Chrysops ecuadorensis ingår i släktet Chrysops och familjen bromsar. Inga underarter finns listade i Catalogue of Life.